# Pahlavas
Les Pahlavas sont un peuple de l’Inde mentionné dans des textes anciens comme les Lois de Manu, certains Puranas, le Ramayana, le Mahabharata et la Br̥hat-Samhita. Dans certains textes ils sont aussi mentionnés sous le nom de « Pallavas » : le Vayu Purana distingue « Pahlava » et « Pahnava », mais le Vamana Purana et le Matsya Purana les appelle tous deux « Pallava ». 
Selon P. Carnegy,,, les Pahlavas sont probablement les peuples parlant  Paluvi ou Pehlvi, c'est-à-dire parthe. Georg Bühler suggère aussi que « Pahlava » est une forme indienne du mot « Parthava » signifiant Parthie,. Au IVe siècle av. J.-C., le vartika de Kātyāyana mentionne les « Sakah-Parthavah », ce qui montre qu'il connaissait ces Sakas-Parthes, probablement grâce au commerce.